# Grotten van Han
De Grotten van Han vormen een stelsel van onderaardse grotten in Han-sur-Lesse nabij Rochefort. Ze werden gevormd door de rivier de Lesse in de Calestienne die is gelegen op de overgang tussen de Famenne en de Belgische Ardennen. Het geheel staat bekend als een van de grootste grottencomplexen van Europa.

## Geschiedenis
De grotten zijn ontstaan door de rivier de Lesse, die een deel van de Boineheuvel (van kalksteen) uitgesleten heeft. De rivier verdwijnt over ongeveer 1100 meter (in vogelvlucht) onder de grond, maar ze doet wel 20 uur over deze afstand.
In de grot is de temperatuur het hele jaar door 9°C en er heerst een vochtigheidsgraad van 95%. De grot telt vele druipstenen kalkafzettingen.
Uit opgravingen blijkt dat de grotten altijd al bij de bewoners uit de omgeving bekend waren. Voorwerpen uit de vroege prehistorie konden al in het water in de grotten worden aangetroffen. Naar wordt aangenomen, werden de grotten doorgaans niet bewoond. De opgegraven voorwerpen zouden erop duiden dat de grotten meest voor uitvaartceremonies werden gebruikt. 
De grotten van Han vormen voor zover bekend al sinds de 18e eeuw een toeristische attractie. Traptreden en goed begaanbare paden zouden pas later hun intrede doen, dus of de tocht door de grotten beviel was erg afhankelijk van de conditie van de wandelaars. De verlichting in de grot geschiedde aanvankelijk door fakkels, elektrische licht deed in 1897 zijn intrede in de grot. Enkele jaren later zou er een grootse campagne op touw gezet worden om de Europeanen met de grotten bekend te laten maken. Verschillende reclameposters uit die tijd zijn in het Museum van de Onderaardse Wereld tentoongesteld. 
De toeristische wandelroute door de grotten werd meerdere malen gewijzigd. Rond 1860 werd besloten om de route, die aanvankelijk begon met een tocht in een bootje, om te draaien, zodat het boottochtje nu de afsluiting van de tocht vormde.  
In 1944 deden de grotten tijdelijk dienst als schuilkelder.

## Toerisme

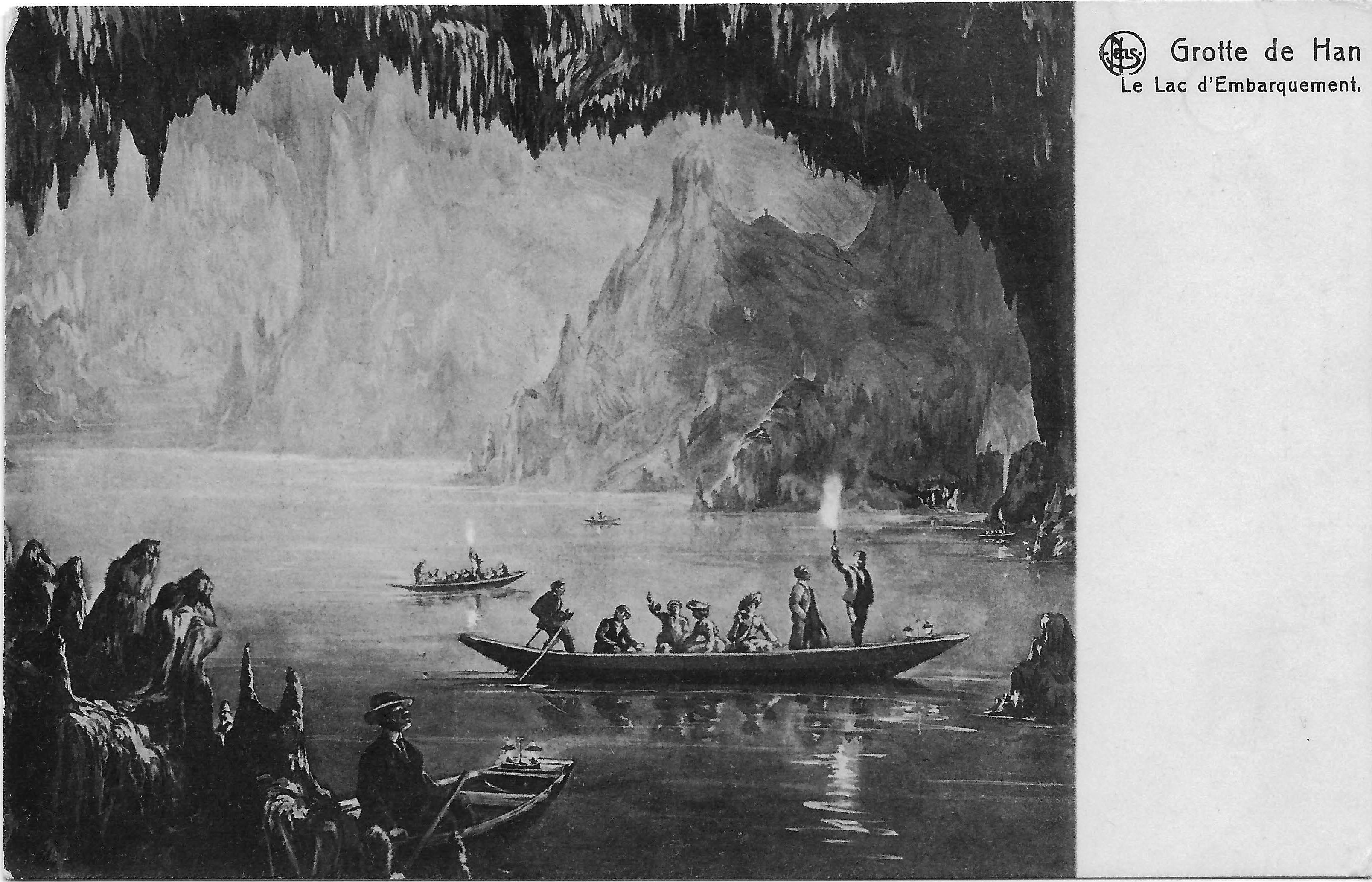
Traditionele boottocht met fakkels

Een klein deel van de grotten is tegen betaling toegankelijk voor het grote publiek. Jaarlijks komen er een half miljoen bezoekers. Sinds 1906 is er een historische tramlijn, die de bezoekers vanuit het centrum van Han naar de ingang van de grotten brengt. Vanaf de ingang van de grotten is er een pad van ongeveer twee kilometer dat te voet kan worden afgelegd (duur ongeveer anderhalf uur) en waarbij een gids uitleg geeft. Dit parcours heeft 510 stijgende en dalende treden en leidt de bezoeker door een aantal "zalen", zoals de "Geheimzinnige", de "Wapenzaal", en de "Koepelzaal". Bij de uitgang van de grot is het traditionele boottochtje vervangen door een loopbrug. Ter ere van het 200-jarige bestaan van de grotten als toeristische attractie in 2017 liepen de gidsen en publieksbegeleiders rond in traditionele kleding. Bovendien waren de routes van de eerste bezoekers uitgelicht door middel van borden in de vorm van mensen.

### Route
De route voert allereerst door de zogenaamde "Scarabeezaal". Oorspronkelijk werd de zaal zo genoemd naar de grote hoeveelheid kleine diertjes die zich in slierten door de zaal voortbewogen. Aan het begin van de 21e eeuw zijn deze diertjes echter verdwenen. De tweede en derde zaal zijn achtereenvolgens de "Vigneronzaal" en de "Minaretzaal". In deze laatste zaal bevindt zich de minaret, een stalagmiet van vijf meter hoog, en zijn er uit kalksteen gevormde 'gordijnen' te zien. De zaal die daarop volgt, de "Geheimzinnige", werd in 1858 ontdekt en aan de route toegevoegd. Via de zaal "De Styx" worden de bezoekers gevoerd naar de "Trofeezaal", waar zich een enorme bloemkoolvormige druipsteen bevindt van zo'n zeven meter hoog, met een omtrek van 20 meter. Hierna volgt de "Wapenzaal", waarin bij binnenkomst gedragen klanken uit verborgen speakers op de bezoekers neerdalen. Een lichtshow die vervolgens gestart wordt, toont de mooiste plekjes van deze zaal. De laatste zaal, de "Koepelzaal", wordt gerekend tot de grootste ondergrondse holtes van Europa. De zaal heeft een maximale hoogte van 62 meter, een maximale diagonale afmeting van 145 meter, en een inhoud van 125.000 m3. De Lesse stroomt door de laagstgelegen plekken van de zaal. 
Bij de uitgang van de grot is het traditionele boottochtje vervangen door een loopbrug. Tijdens het boottochtje en ook tijdens de wandeling over de brug klinkt een "kanonschot". Hierdoor horen de bezoekers hoe luid de galm van de grot is.

## Gerelateerd
Prehistorische en andere voorwerpen die in de grotten zijn opgegraven, evenals bevindingen rondom de aardlagen in de grotten zijn te bezichtigen in het museum PrehistoHan. Ook een interactieve film die zich afspeelt in gangen die niet voor bezoekers toegankelijke zijn is sinds april 2006 te beleven in PrehistoHan.

## Galerij

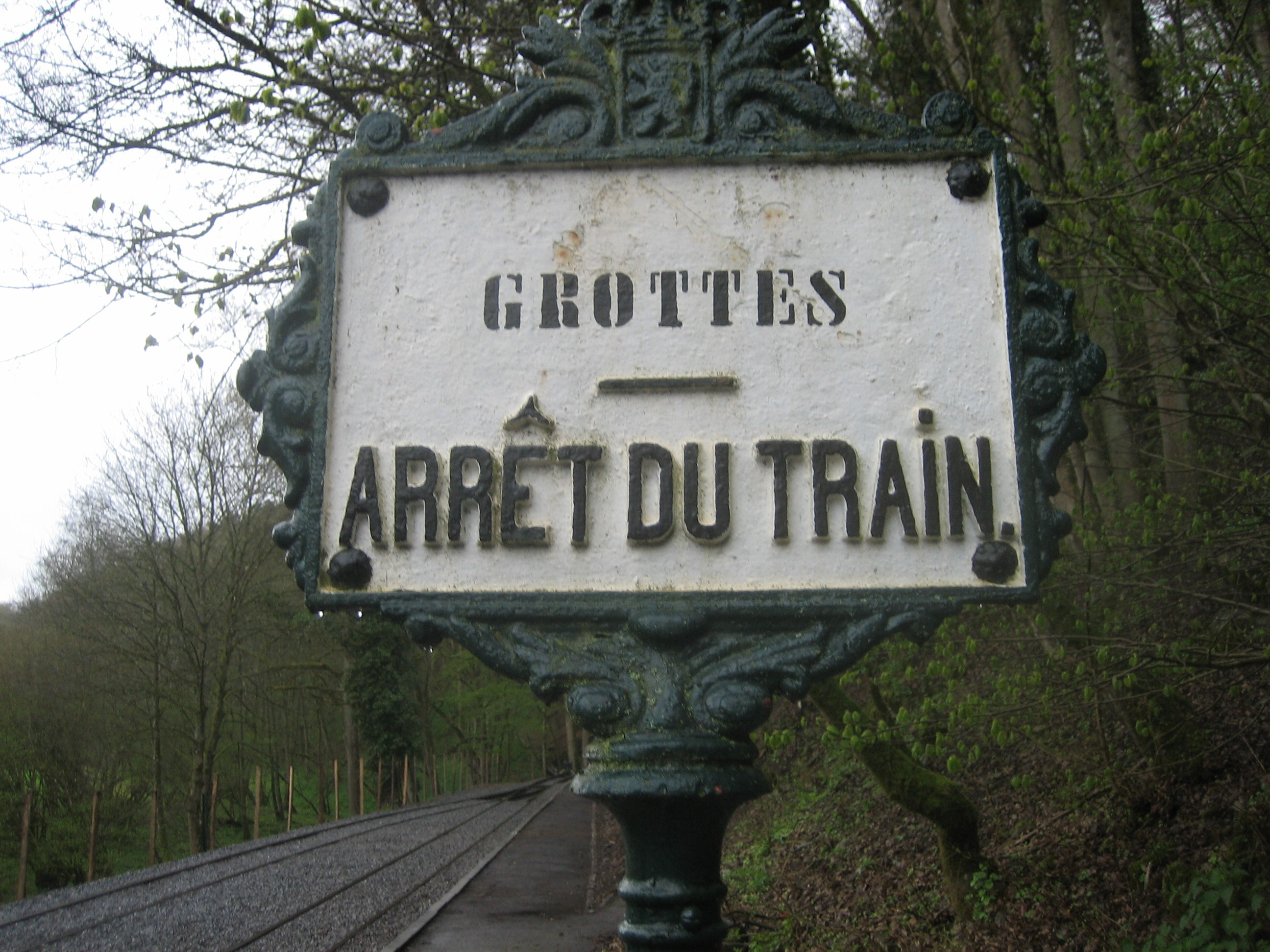
Stopplaats trein bij de ingang van de grotten
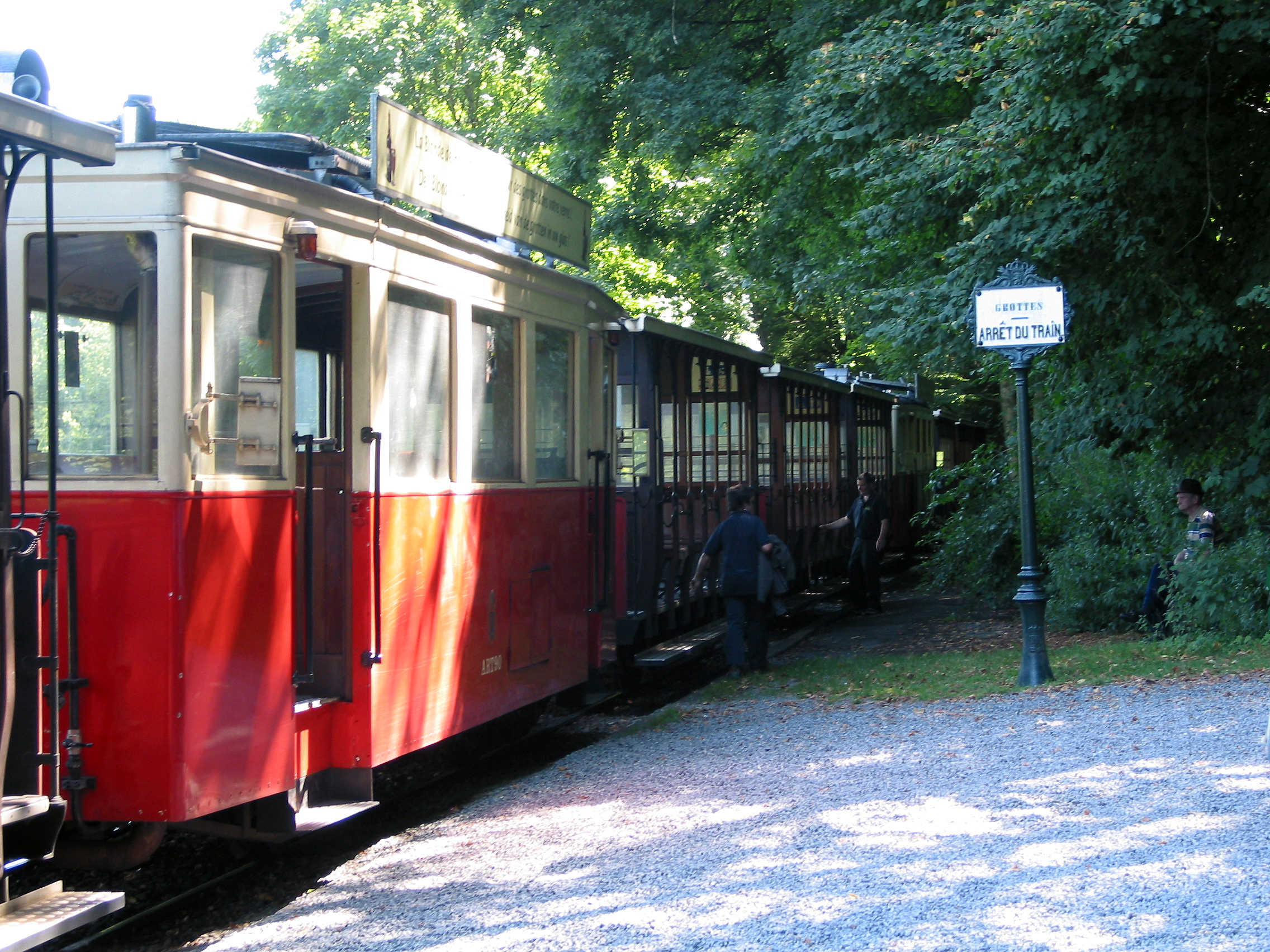
Tram bij de ingang van de grotten
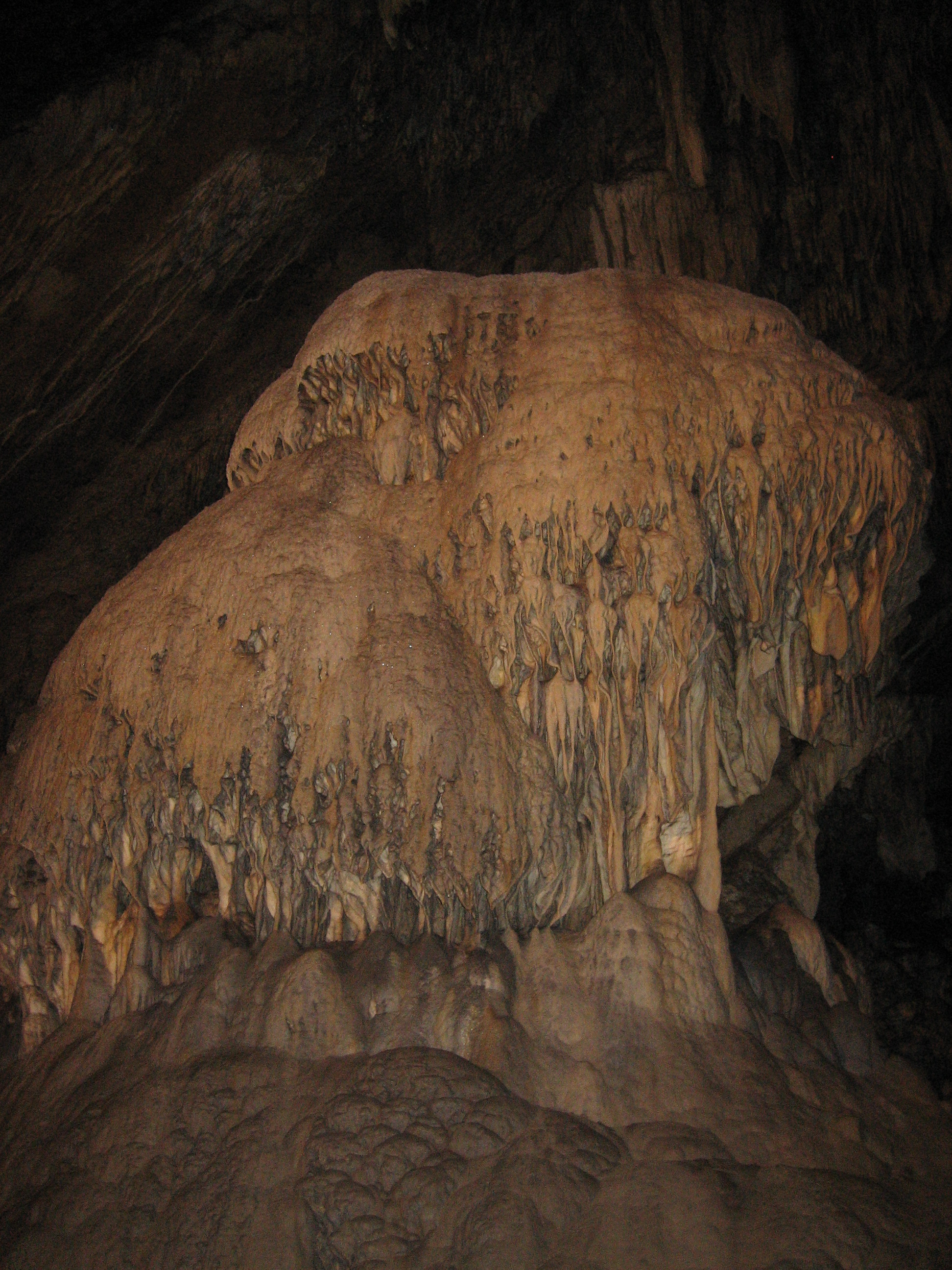
De trofee
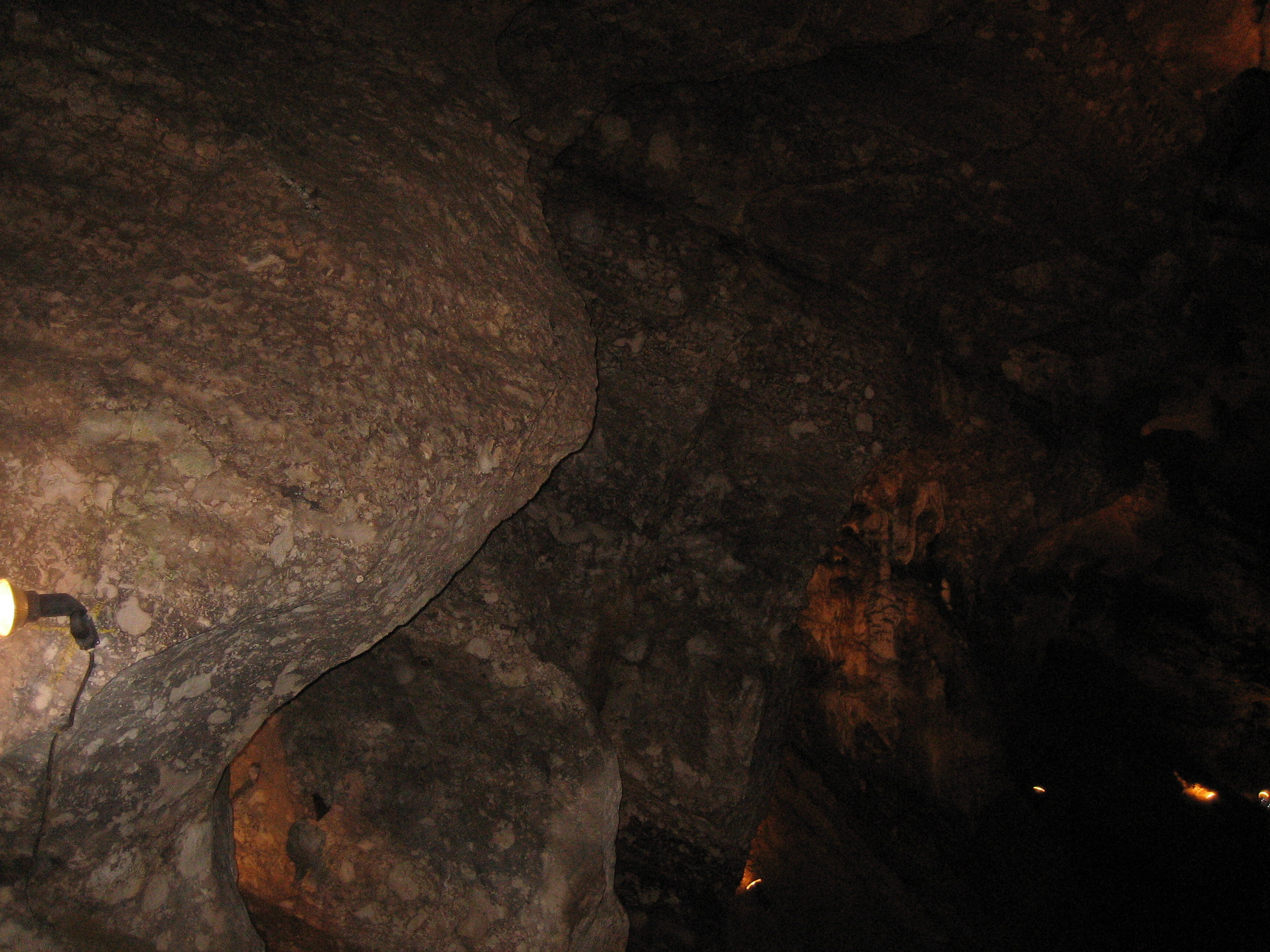
Fossielen in de grotten van Han
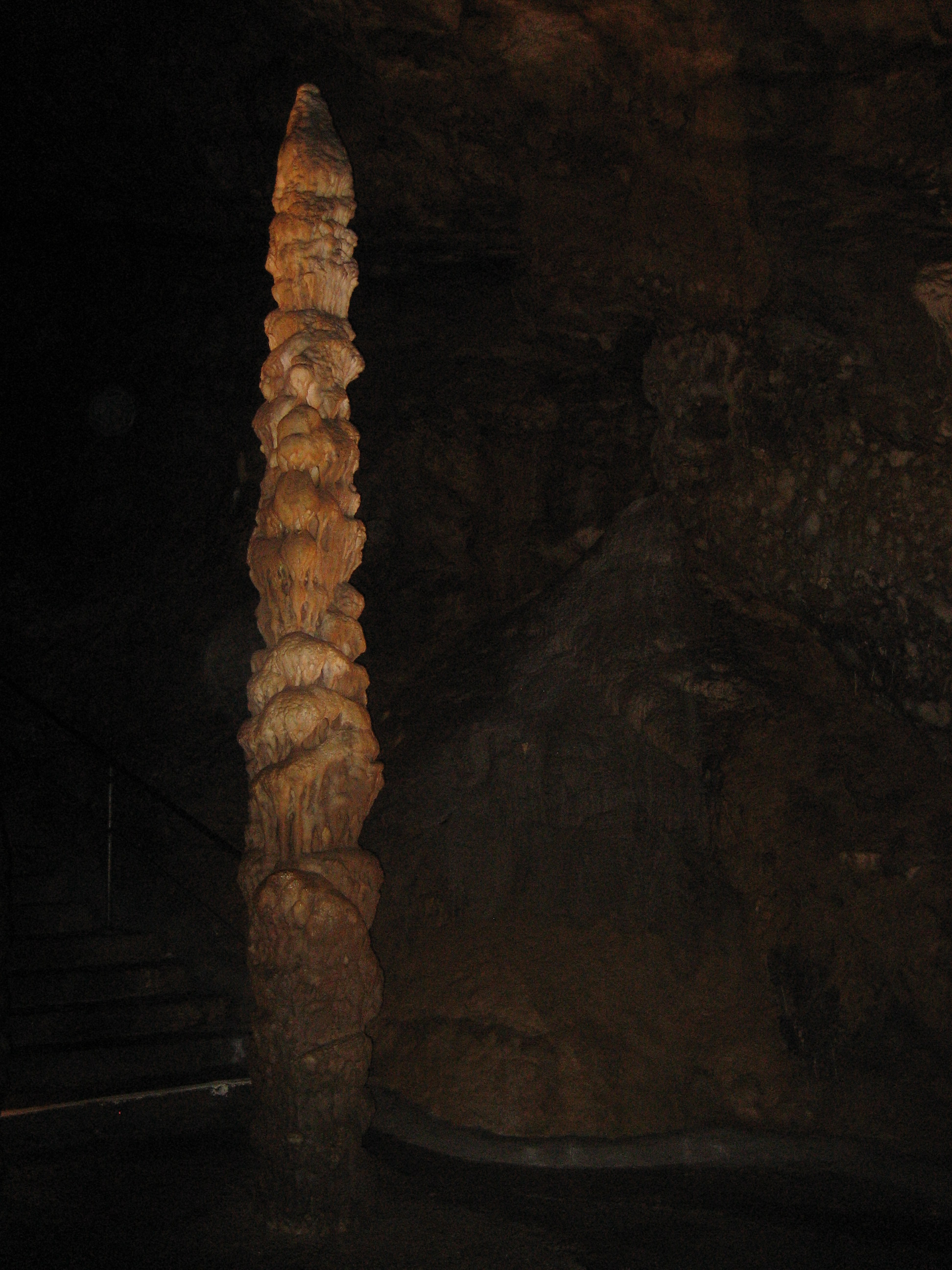
Minaret
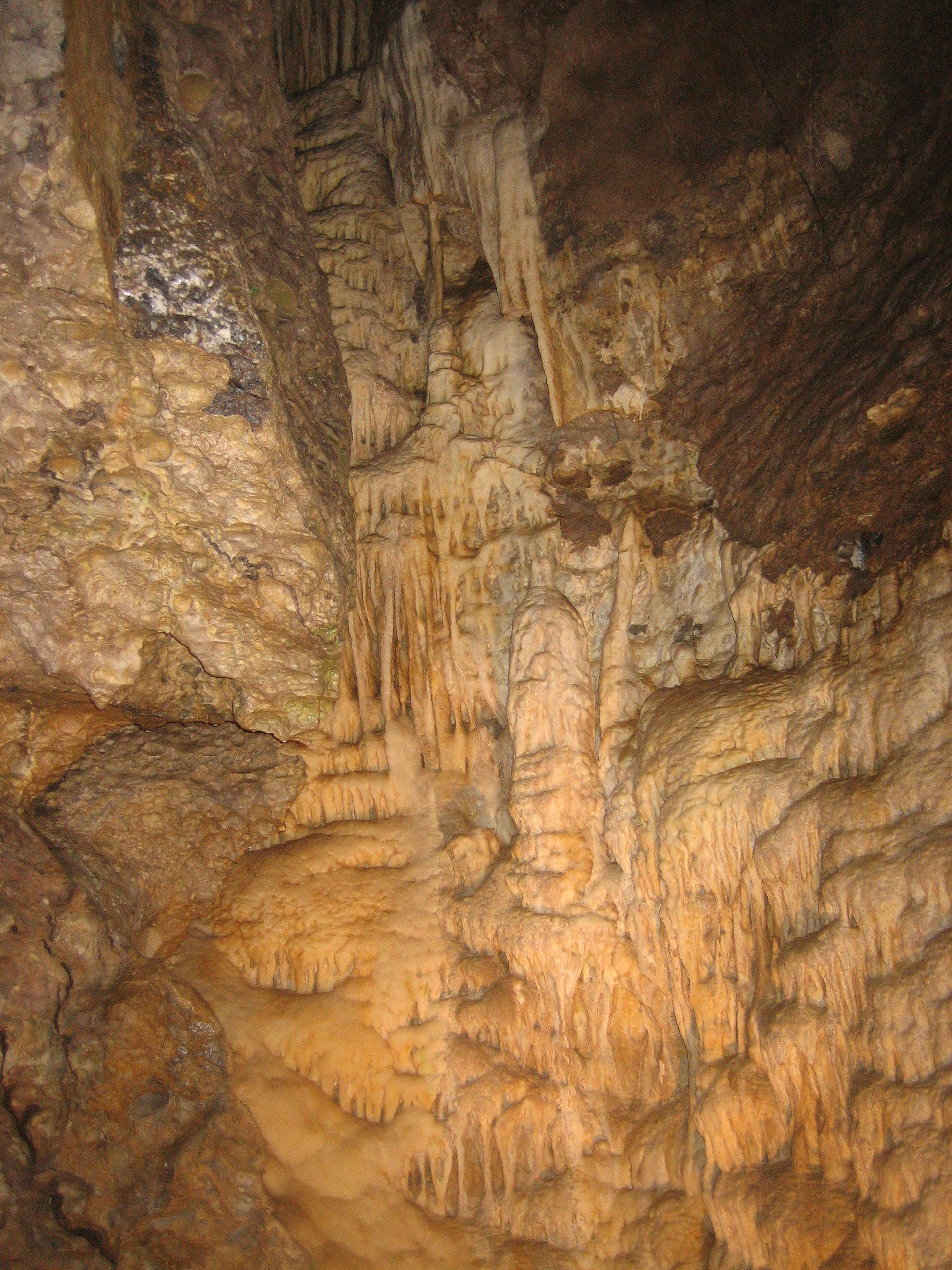
Onze-Lieve-Vrouw en Manneken Pis
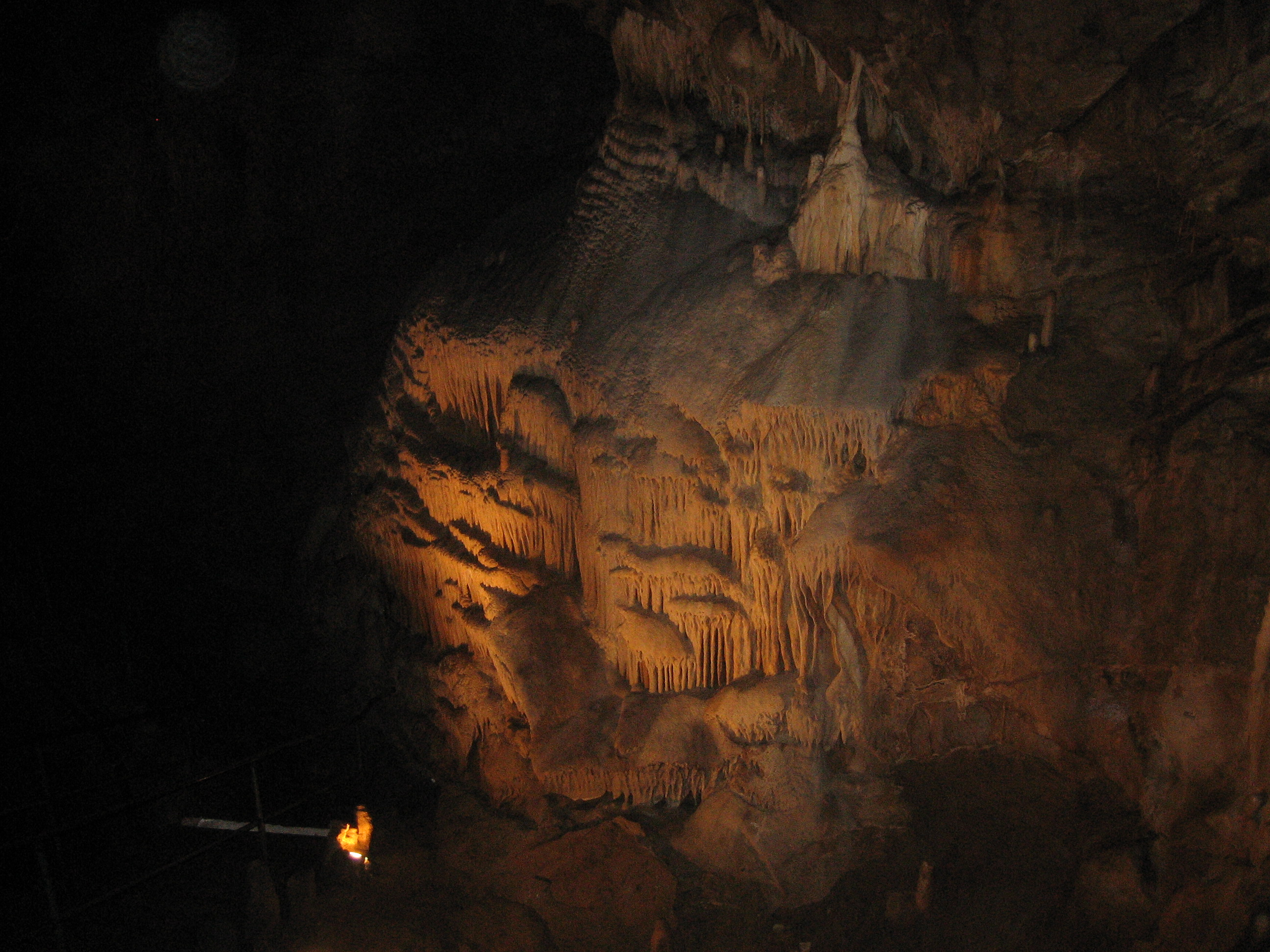
Een stalagmiet
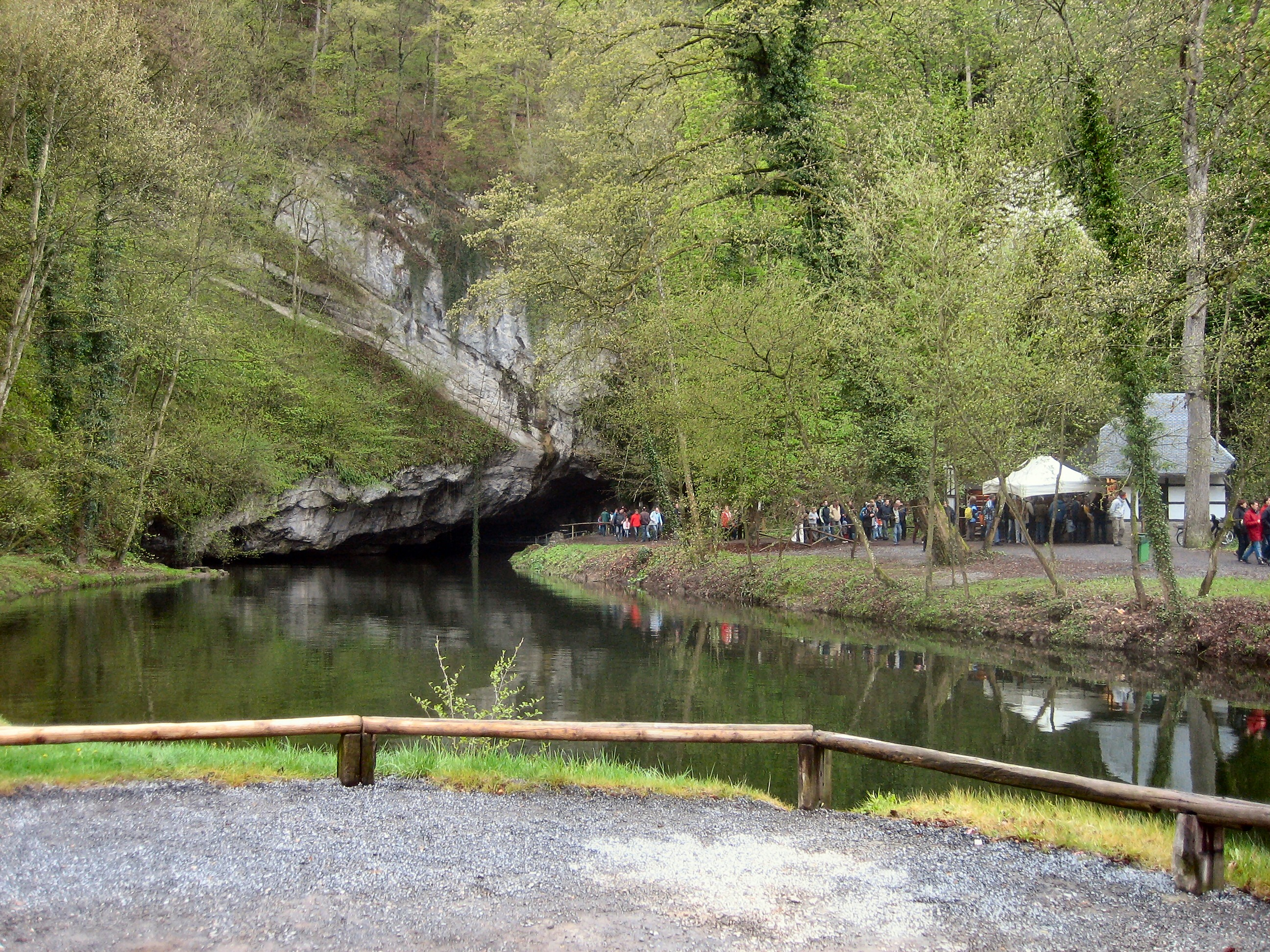
Uitgang van de grotten